# Trachycladidae
Trachycladidae é uma família de esponjas marinhas da ordem Hadromerida. 

## Gêneros
- Rhaphidistia Carter, 1879
- Trachycladus Carter, 1879